# Orhan Bilican
Orhan Bilican (26 oktober 1978) is een Belgisch powerlifter.

## Levensloop
In 2005 werd Bilican vice-Europees kampioen in de categorie'-110kg', tevens nam hij dat jaar deel aan de Wereldspelen. Het jaar daarop vestigende hij in Miami een nieuw wereldrecord in het onderdeel bench press in de categorie -110kg, tevens werd hij dat jaar in Noorse Stavanger vicewereldkampioen en in het Tsjechische Prostějov Europees kampioen In 2007 werd hij wederom vice-Europees kampioen in deze categorie.
In 2009 werd hij in het Finse Ylitornio voor de tweede maal Europees kampioen in de -110-klasse. en in 2013 behaalde hij brons op het wereldkampioenschap te Stavanger in de categorie -120kg en in november 2014 verbeterde hij in Florennes het Belgische record in de categorie +120kg. Tevens was hij toen wereldrecordhouder squat in de -110 kg-klasse.
In 2015 werd Bilican in het Luxemburgse Hamm vicewereldkampioen in de categorie -120kg, in de Vlaamse media werd echter bericht dat hij aldaar wereldkampioen was geworden. In 2017 behaalde hij in het Spaanse Malaga zijn derde Europese titel, ditmaal in de categorie -120 kg.
Hij is woonachtig te Bornem.

## Palmares
- Open wereldkampioenschap '-120 kg'-klasse: 2015
- Open Wereldkampioenschap '-110 kg'-klasse: 2006
- Open Wereldkampioenschap '-110 kg'-klasse: 2013
- Open Europees kampioenschap '-120 kg'-klasse: 2017
- Europees kampioenschap '-110 kg'-klasse: 2006 & 2009
- Europees kampioenschap '-110 kg'-klasse: 2005 & 2007
- West-Europees kampioenschap '-120kg'-klasse: 2015 & 2016